# تصحيح إفراطي
التصحيح الإفراطي هو الإفراط في اتباع قاعدة أو عادة لغوية في قياس لفظ على آخر ظنا بصحته وملاءمته للسياق.

## نماذج من القواعد التي تطبق بشكل مفرط
لاحظت دراسات علم اللسانيات الاجتماعية واللغويات التطبيقية الإفراط في تطبيق قواعد النطق أو النحو أو التصريف، وينتج ذلك إما عن قواعد مختلفة لأنواع لهجات مختلفة ضمن نفس اللغة أو عن تعلم لغة ثانية.
لاحظ علماء اللغة في كثير من الأحيان التصحيح الإفراطي من حيث النطق (علم الأصوات). على سبيل المثال: أشار ويليام لابوف إلى أنَّ جميع المتحدثين باللغة الإنجليزية الذين درسهم في مدينة نيويورك في الستينيات كانوا يميلون إلى نطق كلمة هارد (صعب) بشكل يظهر حرف الراء بشكل أكبر وخصيصًا عند التحدث ببطء. وكان المتحدثون من الطبقة الوسطى يظهرون حرف الراء أكثر من أفراد الطبقة العاملة.
كان المتحدثون من الطبقة المتدنية يظهرون حرف الراء بشكل أكبر من المتحدثين من الطبقة العليا. اقترح لابوف أنَّ هؤلاء المتحدثين من الطبقة المتدنية كانوا يحاولون تقليد نطق المتحدثين من الطبقة العليا، ولكنهم كانوا في الواقع يفرطون في إظهار حرف الراء للغاية.
يمكن أن يحدث التصحيح الإفراطي أيضًا عندما يحاول متعلمو لغة جديدة (لغة أجنبية) تطبيق القواعد النحوية الخاصة بلغتهم الأم على اللغة الجديدة (تعرف هذه الحالة باسم نقل اللغة). يمكن أن يحدث ذلك على سبيل المثال: عندما يتعلم طالب لغة جديدة أنه يجب استبدال أصوات معينة في لغته الأصلية بأخرى في اللغة الجديدة المدروسة، لكنه لم يتعلم متى لا يجب استبدالها.

## أمثلة

### عربية
- الوقوف على متحرك؛ إلا عند المجودين فيجوز في حالة الروم أو الإشمام أو هاء السكت.

### مصرية
- بالضبط (والصحيح بالضبط)

### مغربية
- دري ج دراري: مذكر درية (ج دريات) وهي لغة في ذرية أي ولد للمذكر والمؤنث

## وصلات خارجية
- جمشيد إبراهيم. ضحايا ظاهرة Hypercorrection
- حسيب شحاتة. كتاب الطباخ: رسالة الكاهن يعقوب بن عزي إلى إسحاق بن تصفي عام 1937
  - حلقة في الإعداد المعجمي الثنائي الفنلندي العربي
  - قصيدة مدح النبي موسى سيد البشر، لإبراهيم العيه
  - في سبيل موسوعة عربية: وصية راضي ابي الامين صدقه..
- (بالفارسية) صبح فطرت